# Geolycosa
Geolycosa este un gen de păianjeni din familia Lycosidae.

## Specii[1]
- Geolycosa aballicola
- Geolycosa albimarginata
- Geolycosa altera
- Geolycosa appetens
- Geolycosa ashantica
- Geolycosa atroscopulata
- Geolycosa atrosellata
- Geolycosa bridarollii
- Geolycosa buyebalana
- Geolycosa carli
- Geolycosa conspersa
- Geolycosa cyrenaica
- Geolycosa diffusa
- Geolycosa disposita
- Geolycosa diversa
- Geolycosa domifex
- Geolycosa dunini
- Geolycosa egena
- Geolycosa escambiensis
- Geolycosa excussa
- Geolycosa fatifera
- Geolycosa festina
- Geolycosa flavichelis
- Geolycosa forsaythi
- Geolycosa gaerdesi
- Geolycosa gofensis
- Geolycosa gosoga
- Geolycosa grandis
- Geolycosa habilis
- Geolycosa hectoria
- Geolycosa hubbelli
- Geolycosa hyltonscottae
- Geolycosa iaffa
- Geolycosa impudica
- Geolycosa incertula
- Geolycosa infensa
- Geolycosa insulata
- Geolycosa ituricola
- Geolycosa katekeana
- Geolycosa kijabica
- Geolycosa lancearia
- Geolycosa latifrons
- Geolycosa liberiana
- Geolycosa lindneri
- Geolycosa lusingana
- Geolycosa micanopy
- Geolycosa minor
- Geolycosa missouriensis
- Geolycosa natalensis
- Geolycosa nolotthensis
- Geolycosa nossibeensis
- Geolycosa ornatipes
- Geolycosa patellonigra
- Geolycosa pikei
- Geolycosa rafaelana
- Geolycosa raptatorides
- Geolycosa riograndae
- Geolycosa rogersi
- Geolycosa rubrotaeniata
- Geolycosa rufibarbis
- Geolycosa sangilia
- Geolycosa sanogastensis
- Geolycosa schulzi
- Geolycosa sepulchralis
- Geolycosa sexmaculata
- Geolycosa shinkuluna
- Geolycosa suahela
- Geolycosa subvittata
- Geolycosa tangana
- Geolycosa ternetzi
- Geolycosa timorensis
- Geolycosa togonia
- Geolycosa turricola
- Geolycosa uinticolens
- Geolycosa urbana
- Geolycosa uruguayaca
- Geolycosa wrighti
- Geolycosa vultuosa
- Geolycosa xera